# Kaghartsi
Kaghartsi (in armeno Կաղարծի?, in azero Qağartsi) è una piccola comunità rurale del distretto di Xocavənd, in Azerbaigian, fino al 2024 appartenente alla regione di Martuni nella repubblica dell'Artsakh (precedentemente al 2017 denominata repubblica del Nagorno Karabakh).
Conta poco più di cento abitanti e sorge, in zona collinare, prossima alla strada che collega Martuni alla capitale Step'anakert.
È praticamente attigua al villaggio di Paravatumb.